# Ольстад, Оскар
Ганс Оскар Ольсен Ольстад (норв. Hans Oscar Olsen Olstad; 22 июня 1887, Тюне, Эстфолл — 2 апреля 1977, Тюне, Эстфолл) — норвежский гимнаст, бронзовый призёр летних Олимпийских игр 1912 года по гимнастике в командном первенстве по шведской системе.